# Sarandí del Yí
Sarandí del Yí est une ville de l'Uruguay située dans le département de Durazno. Elle est arrosée par la rivière Yí et se trouve en amont de Durazno, la capitale administrative de son département. Par sa population, c'est la deuxième ville du département de Durazno. En 2004, elle comptait 7 289 habitants.

## Population
| Année | Population |
| ----- | ---------- |
| 1963  | 5 614      |
| 1975  | 6 355      |
| 1985  | 5 910      |
| 1996  | 6 662      |
| 2004  | 7 289      |

Référence,.

## Gouvernement
Le maire de Sarandí del Yí est Mario César Pereyra.

## Personnalités liées à la commune
- Nicolás Marichal (2001-), footballeur uruguayen, y est né.